# Netherheaven
| Recensione         | Giudizio |
| ------------------ | -------- |
| Blabbermouth.net   |          |
| Distorted Sound    |          |
| Metal Injection    |          |
| Metal Wani         |          |
| Metalitalia.com    |          |
| Metallized.it      |          |
| MetalSucks         |          |
| New Noise Magazine |          |
| Sputnikmusic       |          |
| Wall of Sound      |          |

Netherheaven è l'ottavo album in studio del gruppo musicale statunitense Revocation, pubblicato il 9 settembre 2022 dalla Metal Blade Records.
Accolto positivamente dalla critica specializzata, l'album vede il frontman David Davidson come unico compositore e produttore dei brani, e un approccio più diretto del gruppo, tornati dopo oltre dieci anni un trio con l'uscita del chitarrista Dan Gargiulo, al death metal classico.

## Descrizione
Si tratta del primo album del gruppo pubblicato come terzetto dall'album Existence Is Futile del 2009. Con l'uscita dal gruppo del chitarrista Dan Gargiulo, inoltre, in Netherheaven il cantante e chitarrista David Davidson assume il totale controllo sulla composizione della musica e sulla scrittura dei testi, che decide di focalizzare il tema dell'intero album sui significati allegorici e letterali dell'inferno. Nella composizione dell'album il frontman ha dichiarato di essersi ispirato ai chitarristi heavy metal Luc Lemay dei Gorguts, Chuck Schuldiner dei Death e Marty Friedman dei Megadeth e ai chitarristi jazz Wes Montgomery e Kurt Rosenwinkel, oltre che all'Inferno di Dante Alighieri e al Re Giallo di Robert William Chambers. Davidson ha inoltre, per la prima volta nella sua carriera, registrato e prodotto l'intero disco da solo, dopo aver studiato ingegneria del suono durante la pandemia di COVID-19. Dal punto di vista sonoro, rispetto alle precedenti produzioni dei Revocation l'album ha un approccio più diretto al death metal; Davidson ha infatti dichiarato:
In proseguimento alla direzione stilistica presa nei precedenti album, in Netherheaven le sonorità thrash metal dei primi anni del gruppo sono state completamente sostituite da quelle puramente death e black metal, con occasionali elementi progressive.
L'album è dedicato alla memoria di Trevor Strnad, cantante dei The Black Dahlia Murder scomparso nel maggio 2022, che insieme a George "Corpsegrinder" Fisher dei Cannibal Corpse è voce ospite nella traccia di chiusura Re-Crucified.

## Tracce
Testi e musiche di David Davidson.
1. Diabolical Majesty – 4:56
2. Lessons in Occult Theft – 5:39
3. Nihilistic Violence – 5:04
4. Strange and Eternal – 5:52
5. Galleries of Morbid Artistry – 5:25
6. The 9th Chasm – 3:37
7. Godforsaken – 4:45
8. The Intervening Abyss of Untold Aeons – 5:43
9. Re-Crucified (feat. Trevor Strnad & George "Corpsegrinder" Fisher) – 3:44

## Formazione
Gruppo
- David Davidson – voce, chitarra, produzione, registrazione
- Brett Bamberger – basso
- Ash Pearson – batteria

Altri musicisti
- Trevor Strnad – voce ospite in Re-Crucified
- George "Corpsegrinder" Fisher – voce ospite in Re-Crucified

## Classifiche
| Classifica (2022)         | Posizione massima |
| ------------------------- | ----------------- |
| Regno Unito               | 91                |
| Regno Unito (independent) | 32                |